# In My Own Time
In My Own Time è il secondo album della cantante statunitense Karen Dalton, pubblicato dalla Paramount Records nel 1971. Il disco fu registrato al Bearsville Sound Studios di Bearsville, New York (Stati Uniti) ed al Mercury Sound Studios New York (Stati Uniti).

## Tracce
Lato A
1. Something on Your Mind – 3:20 (Dino Valenti)
2. When a Man Loves a Woman – 2:56 (Andrew Wright, Calvin Lewis)
3. In My Own Dream – 4:15 (Paul Butterfield)
4. Katie Cruel – 2:20 (Brano tradizionale, adattamento di Karen Dalton)
5. How Sweet It Is (To Be Loved by You) – 4:41 (Holland-Dozier-Holland)

Lato B
1. In a Station – 3:48 (Richard Manuel)
2. Take Me – 4:38 (George Jones, Leon Payne)
3. Same Old Man – 2:38 (Brano tradizionale, arrangiamento di Steve Weber)
4. One Night of Love – 3:10 (Joe Tate)
5. Are You Leaving for the Country – 3:08 (Richard Tucker)

Edizione CD del 2006, pubblicato dalla Light in the Attic Records (LITA 022)
1. Something On Your Mind – 3:23 (Dino Valenti)
2. When a Man Loves a Woman – 2:59 (Andrew Wright, Calvin Lewis)
3. In My Own Dream – 4:18 (Paul Butterfield)
4. Katie Cruel – 2:22 (Brano tradizionale, adattamento di Karen Dalton)
5. How Sweet It Is – 3:43 (Brian Holland, Edward Holland Jr., Lamont Dozier)
6. In a Station – 3:52 (Richard Manuel)
7. Take Me – 4:40 (George Jones, Leon Payne)
8. Same Old Man – 2:45 (Brano tradizionale, arrangiamento di Steve Weber)
9. One Night of Love – 3:19 (Joe Tate)
10. Are You Leaving for the Country – 3:14 (Richard Tucker)
11. In My Own Dream – 3:18 (Paul Butterfield) – Bonus Track - Alternate Mix
12. Katie Cruel – 5:31 (Brano tradizionale, adattamento di Karen Dalton) – Bonus Track - Alternate Mix
13. Something On Your Mind – 2:53 (Dino Valenti) – Bonus Track - Alternate Mix
14. Are You Leaving for the Country – 3:09 (Richard Tucker) – Bonus Track - Backwards

## Musicisti
- Karen Dalton - voce, chitarra a dodici corde, banjo, arrangiamenti
- Dan Hankin - chitarra
- Amos Garrett - chitarra
- John Hall - chitarra (solo nel brano: In My Own Dream)
- Bill Kieth - chitarra steel
- Richard Bell - pianoforte
- John Simon - pianoforte
- Ken Pearson - organo
- Hart McNee - sassofono tenore
- Robert Fritz - clarinetto Betch
- Marcus Doubleday - tromba
- Bobby Notkoff - violino
- Harvey Brooks - basso, arrangiamenti, produttore
- Dennis Siewell - batteria
- Gregg Thomas - batteria
- Dennis Whitted - batteria
- Michael Lang - direttore musicale
- Marv Grafton - direttore musicale[1]